# Pereskiopsis porteri
Pereskiopsis porteri ist eine Pflanzenart in der Gattung Pereskiopsis aus der Familie der Kakteengewächse (Cactaceae). Das Artepitheton porteri ehrt den US-amerikanischen Botaniker und Theologen Thomas Conrad Porter (1822–1901). Spanische Trivialnamen sind „Alcahuesar“, „Alcájer“, „Alcajes“, „Rajamatraca“, „Rosa Amarilla“ und „Xoconoxtle“.

## Beschreibung
Pereskiopsis porteri wächst strauchig bis baumförmig, ist manchmal ausgespreizt wuchernd und erreicht Wuchshöhen von 2 bis 5 Meter. Die Zweige sind aufsteigend, der deutliche Stamm verholzt und misst bis zu 3 Zentimeter im Durchmesser. Die kräftigen, verholzten, kahlen, grünen Triebe sind 10 bis 40 Zentimeter lang und erreichen einen Durchmesser von 0,5 bis 1 Zentimeter. Die eiförmige bis gerundete oder lanzettlich Blattspreite, der unterschiedlichen, grünen, kahlen, fleischigen Laubblätter ist 1,2 bis 5 Zentimeter lang und 0,5 bis 3 Zentimeter breit. Die grauen Areolen sind häufig mit Haaren und reichlich rötlichen Glochiden besetzt. Die ein bis drei, geraden, schwärzlichen bis grauen Dornen fehlen manchmal an Jungtrieben. Am Stamm sind bis zu 16 in einer Areole vorhanden. Die Dornen werden 0,5 bis 5 Zentimeter lang.
Die sich weit öffnenden Blüten erreichen einen Durchmesser von 4 bis 8 Zentimeter und sind 4 bis 5 Zentimeter lang. Ihr Perikarpell ist mit Glochiden und Haaren besetzt, trägt aber nur selten Dornen. Die ellipsoiden bis verkehrt eiförmigen, rötlich bis gelblich orangen Früchte proliferieren manchmal. Sie sind 3 bis 5,5 Zentimeter lang und erreichen einen Durchmesser von 0,4 bis 1,2 Zentimeter.
Die Chromosomenzahl beträgt 2n = 110.

## Verbreitung, Systematik und Gefährdung
Pereskiopsis porteri ist in den mexikanischen Bundesstaaten  Nayarit, Sinaloa, Sonora und Baja California Sur bis in Höhenlagen von 400 Metern verbreitet.
Die Erstbeschreibung als Opuntia porteri erfolgte 1898 durch Frédéric Albert Constantin Weber. Nathaniel Lord Britton und Joseph Nelson Rose stellten die Art 1907 in die von ihnen neu aufgestellte Gattung Pereskiopsis. Ein weiteres nomenklatorisches Synonym ist Grusonia porteri (Brandegee ex F.A.C.Weber) G.D.Rowley (2006).  
Taxonomische Synonyme sind Opuntia rotundifolia K.Brandegee (1891), Opuntia brandegeei K.Schum. (1898), Pereskiopsis brandegeei (K.Schum.) Britton & Rose (1907) und 
Pereskiopsis gatesii Baxter (1932).
In der Roten Liste gefährdeter Arten der IUCN wird die Art als „Least Concern (LC)“, d. h. als nicht gefährdet geführt. Die Entwicklung der Populationen wird als stabil angesehen.

## Nachweise